# 死者の木曜日
死者の木曜日（ししゃのもくようび）、または秘密の木曜日、あるいは卵の木曜日は、レヴァントでキリスト教徒とイスラム教徒が共に祝う祭日である。カトリックと東方正教会の復活祭の間になることもある。ホムスでは東方教会の復活祭の前の木曜日である。この日は死者の魂が嘉せられる日である。これは特に、レヴァントの女性に人気がある日であり、またアラブ人キリスト教徒とイスラム教徒に共有されている文化を明らかにするものである。

## 概要
ユリアン・モーゲンスタンの『セム族の誕生、結婚、死等における儀式』（1966年）によれば、死者の木曜日は万人共通の墓参りの日であるとされ、都市住民が最も熱心で、それに農民とベドウィンが続くという。女性は日の出前に墓地へ行き死者のために祈り、「黄色いロールパン」として知られる甘いパンとドライフルーツを貧者、子供そして親戚へ配る。また子供は彩色した卵ももらうが、一般的には黄色である。

## 今日
誰か家族を亡くした後の木曜日と月曜日に、また復活祭の季節に型押ししたケーキやパンを配る習慣は残っているが、今日、この地域でこの日を共に祝うことは少なくなってきている。
シリアのホムスでは、今でも同じやり方で死者の木曜日が祝われている。現在では多くの者が「甘い木曜日」と呼ぶことを好んでいる。なぜなら女性が甘味を買い、それを子供や貧者に配ることは、二重に「甘い（親切な）」好意だと思われているからだ。